# Taiwan Open 2017 - Qualificazioni singolare
Le qualificazioni del singolare del Taiwan Open 2017 sono state un torneo di tennis preliminare per accedere alla fase finale della manifestazione. Le vincitrici dell'ultimo turno sono entrate di diritto nel tabellone principale. In caso di ritiro di una o più giocatrici aventi diritto a queste sono subentrate le lucky loser, ossia le giocatrici che hanno perso nell'ultimo turno ma che avevano una classifica più alta rispetto alle altre partecipanti che avevano comunque perso nel turno finale.

## Teste di serie
1. Marina Eraković (qualificata)
2. Chang Kai-chen (primo turno)
3. Aleksandra Krunić (qualificata)
4. Zhang Kailin (primo turno)
5. Tara Moore (ultimo turno)
6. Dalila Jakupovič (qualificata)

1. Ons Jabeur (qualificata)
2. Lucie Hradecká (qualificata)
3. Miyu Katō (qualificata)
4. Julia Glushko (ultimo turno)
5. Lizette Cabrera (primo turno)
6. Conny Perrin (ultimo turno)

## Qualificate
1. Marina Eraković
2. Miyu Katō
3. Aleksandra Krunić

1. Ons Jabeur
2. Lucie Hradecká
3. Dalila Jakupovič

## Tabellone

### Legenda
| - Q = Qualificato - WC = Wild card - LL = Lucky loser | - ALT = Alternate - SE = Special Exempt - PR = Protected Ranking | - w/o = Walkover - r = Ritirato - d = Squalificato |

### Sezione 1
|  | Primo turno | Primo turno     | Primo turno     | Primo turno | Primo turno |  |  | Ultimo turno | Ultimo turno    | Ultimo turno    | Ultimo turno | Ultimo turno |  |
|  |             |                 |                 |             |             |  |  |              |                 |                 |              |              |  |
|  | 1           | Marina Eraković | Marina Eraković | 6           | 6           |  |  |              |                 |                 |              |              |  |
|  | WC          | Marta Paigina   | Marta Paigina   | 4           | 3           |  |  | 1            | Marina Eraković | Marina Eraković | 7            | 6            |  |
|  |             | Eri Hozumi      | Eri Hozumi      | 65          | 4           |  |  | 10           | Julia Glushko   | Julia Glushko   | 6(1)         | 3            |  |
|  | 10          | Julia Glushko   | Julia Glushko   | 7           | 6           |  |  |              |                 |                 |              |              |  |

### Sezione 2
|  | Primo turno | Primo turno        | Primo turno    | Primo turno | Primo turno |  |  | Ultimo turno | Ultimo turno       | Ultimo turno | Ultimo turno | Ultimo turno |  |
|  |             |                    |                |             |             |  |  |              |                    |              |              |              |  |
|  | 2           | Chang Kai-chen     | 4              | 7           | 5           |  |  |              |                    |              |              |              |  |
|  |             | Barbora Krejčíková | 6              | 63          | 7           |  |  |              | Barbora Krejčíková | 1            | 7            | 4            |  |
|  | WC          | Hsieh Shu-ying     | Hsieh Shu-ying | 1           | 0           |  |  | 9            | Miyu Katō          | 6            | 5            | 6            |  |
|  | 9           | Miyu Katō          | Miyu Katō      | 6           | 6           |  |  |              |                    |              |              |              |  |

### Sezione 3
|  | Primo turno | Primo turno       | Primo turno       | Primo turno | Primo turno |  |  | Ultimo turno | Ultimo turno      | Ultimo turno | Ultimo turno | Ultimo turno |  |
|  |             |                   |                   |             |             |  |  |              |                   |              |              |              |  |
|  | 3           | Aleksandra Krunić | Aleksandra Krunić | 6           | 6           |  |  |              |                   |              |              |              |  |
|  | WC          | Hsu Ching-wen     | Hsu Ching-wen     | 2           | 0           |  |  | 3            | Aleksandra Krunić | 7            | 6(1)         | 6            |  |
|  |             | Shūko Aoyama      | 3                 | 6           | 0           |  |  | 12           | Conny Perrin      | 63           | 7            | 2            |  |
|  | 12          | Conny Perrin      | 6                 | 1           | 6           |  |  |              |                   |              |              |              |  |

### Sezione 4
|  | Primo turno | Primo turno  | Primo turno  | Primo turno | Primo turno |  |  | Ultimo turno | Ultimo turno | Ultimo turno | Ultimo turno | Ultimo turno |  |
|  |             |              |              |             |             |  |  |              |              |              |              |              |  |
|  | 4           | Zhang Kailin | Zhang Kailin | 3           | 2           |  |  |              |              |              |              |              |  |
|  | PR          | Ayumi Morita | Ayumi Morita | 6           | 6           |  |  | PR           | Ayumi Morita | Ayumi Morita | 3            | r            |  |
|  |             | Akiko Ōmae   | 7            | 3           | 3           |  |  | 7            | Ons Jabeur   | Ons Jabeur   | 6            |              |  |
|  | 7           | Ons Jabeur   | 63           | 6           | 6           |  |  |              |              |              |              |              |  |

### Sezione 5
|  | Primo turno | Primo turno    | Primo turno    | Primo turno | Primo turno |  |  | Ultimo turno | Ultimo turno   | Ultimo turno   | Ultimo turno | Ultimo turno |  |
|  |             |                |                |             |             |  |  |              |                |                |              |              |  |
|  | 5           | Tara Moore     | 6              | 3           | 7           |  |  |              |                |                |              |              |  |
|  |             | Shiho Akita    | 4              | 6           | 5           |  |  | 5            | Tara Moore     | Tara Moore     | 3            | 4            |  |
|  | WC          | Chan Chin-wei  | Chan Chin-wei  | 5           | 2           |  |  | 8            | Lucie Hradecká | Lucie Hradecká | 6            | 6            |  |
|  | 8           | Lucie Hradecká | Lucie Hradecká | 7           | 6           |  |  |              |                |                |              |              |  |

### Sezione 6
|  | Primo turno | Primo turno      | Primo turno      | Primo turno | Primo turno |  |  | Ultimo turno | Ultimo turno     | Ultimo turno     | Ultimo turno | Ultimo turno |  |
|  |             |                  |                  |             |             |  |  |              |                  |                  |              |              |  |
|  | 6           | Dalila Jakupovič | Dalila Jakupovič | 6           | 7           |  |  |              |                  |                  |              |              |  |
|  |             | Lu Jiajing       | Lu Jiajing       | 1           | 65          |  |  | 6            | Dalila Jakupovič | Dalila Jakupovič | 6            | 6            |  |
|  |             | Liu Chang        | Liu Chang        | 6           | 6           |  |  |              | Liu Chang        | Liu Chang        | 2            | 1            |  |
|  | 11          | Lizette Cabrera  | Lizette Cabrera  | 4           | 2           |  |  |              |                  |                  |              |              |  |